# Tour Down Under
Il Santos Tour Down Under è una corsa a tappe maschile di ciclismo su strada che si svolge ogni anno ad Adelaide e nel territorio circostante, in Australia, nello stato federato dell'Australia Meridionale. Si corre nell'arco di una settimana ed inizia il terzo martedì di gennaio. Ha preso il posto del Giro di Sardegna come corsa a tappe di inizio stagione. Fino al 2007 era inserita nell'UCI Oceania Tour e dal 2008 è valevole come prima gara del circuito UCI ProTour. Nel 2009 ha acquisito la denominazione di Santos Tour Down Under dal nuovo sponsor Santos, una compagnia del gas.

## Storia

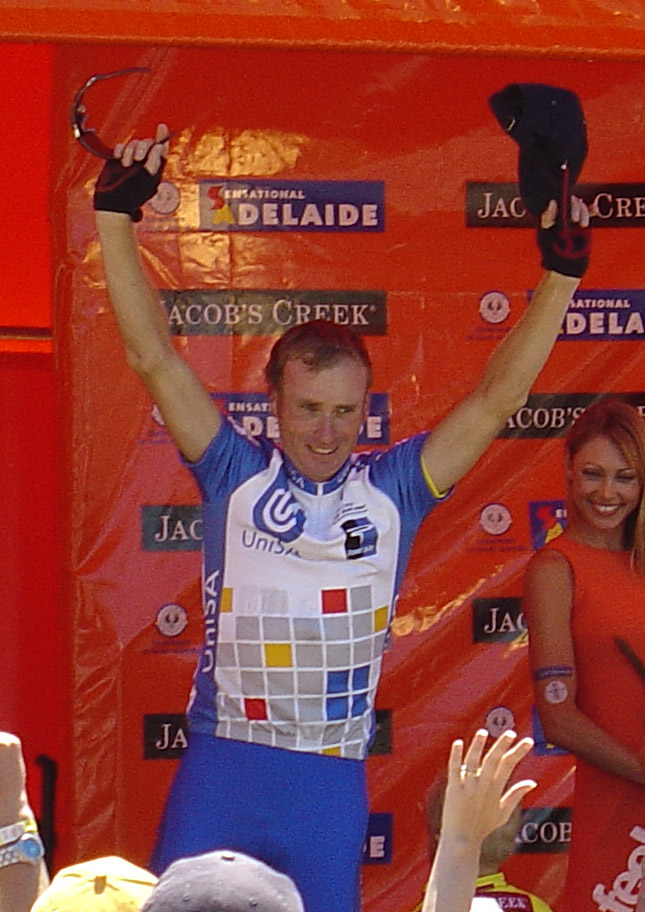
Patrick Jonker, vincitore del 2004

La gara, che si svolge dal 1999 ed è diretta da Mike Turtur, era inserita nel calendario dell'UCI Oceania Tour, corrispettivo continentale dell'Oceania del più noto Pro Tour, dal 2005 al 2007. Nel 2005, venne promossa dalla Union Cycliste Internationale alla categoria 2.HC, la più alta assegnata ad una gara al di fuori dell'Europa.
Dal 2008 la corsa è parte dell'UCI World Tour. Il primo vincitore della gara fu Stuart O'Grady. Simon Gerrans detiene il record di affermazioni essendosi imposto per quattro volte nel 2006, 2012, 2014 e 2016.

## Le maglie

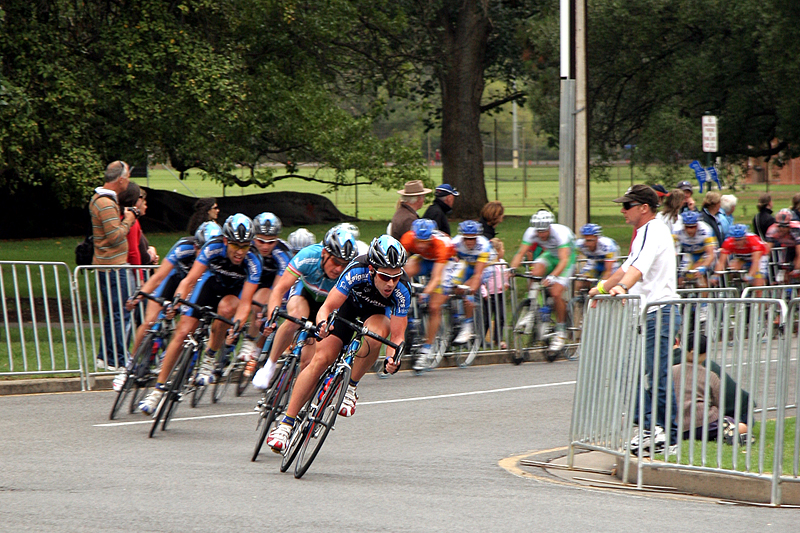
Il plotone del Tour Down Under 2007 tirato dalla Discovery Channel

I leader delle diverse classifiche vestono durante la gara particolari maglie distintive. All'edizione 2013 tali casacche distintive sono:
- La maglia ocra (Ochre Leader's Jersey) è assegnata al corridore con il miglior tempo cumulativo alla fine di ogni tappa ed al vincitore finale. Il color ocra è associato all'Australia ed il Tour Down Under è l'unica corsa ad avere questa maglia come segno distintivo del leader.
- La maglia azzurra (Sprint Jersey) è assegnata al corridore che conquista il maggior numero di punti e bonus di tempo che vengono assegnati ai primi tre che attraversano i corrispettivi traguardi lungo la corsa e quello finale.
- La maglia bianca a pois verdi (King of the Mountain Jersey) è assegnata al corridore con il maggior numero di punti che vengono assegnati ai primi cinque che transitano sulle cime.
- La maglia nera (Young Rider Jersey) è assegnata al corridore Under-25 che ha il miglior tempo cumulativo alla fine di ogni tappa e al termine della corsa.
- La maglia verde (Most Competitive Rider Jersey) è assegnata al corridore che porta più attacchi, fughe ed aiuto ai compagni di squadra per ottenere i maggiori vantaggi durante la tappa.
- La maglia rossa (Winning Team Jersey) è assegnata ai ciclisti della squadra che ha il più basso tempo cumulativo dei suoi quattro migliori classificati in ognuna delle tappe.

## Albo d'oro
Aggiornato all'edizione 2024.
| Anno | Vincitore                                    | Secondo                                      | Terzo                                        |
| ---- | -------------------------------------------- | -------------------------------------------- | -------------------------------------------- |
| 1999 | Stuart O'Grady                               | Jesper Skibby                                | Magnus Bäckstedt                             |
| 2000 | Gilles Maignan                               | Stuart O'Grady                               | Steffen Wesemann                             |
| 2001 | Stuart O'Grady                               | Kai Hundertmarck                             | Fabio Sacchi                                 |
| 2002 | Michael Rogers                               | Aleksandr Bočarov                            | Patrick Jonker                               |
| 2003 | Mikel Astarloza                              | Lennie Kristensen                            | Stuart O'Grady                               |
| 2004 | Patrick Jonker                               | Robbie McEwen                                | Baden Cooke                                  |
| 2005 | Luis León Sánchez                            | Allan Davis                                  | Stuart O'Grady                               |
| 2006 | Simon Gerrans                                | Luis León Sánchez                            | Robbie McEwen                                |
| 2007 | Martin Elmiger                               | Karl Menzies                                 | Lars Bak                                     |
| 2008 | André Greipel                                | Allan Davis                                  | José Joaquín Rojas                           |
| 2009 | Allan Davis                                  | Stuart O'Grady                               | José Joaquín Rojas                           |
| 2010 | André Greipel                                | Luis León Sánchez                            | Greg Henderson                               |
| 2011 | Cameron Meyer                                | Matthew Goss                                 | Ben Swift                                    |
| 2012 | Simon Gerrans                                | Alejandro Valverde                           | Tiago Machado                                |
| 2013 | Tom-Jelte Slagter                            | Javier Moreno                                | Geraint Thomas                               |
| 2014 | Simon Gerrans                                | Cadel Evans                                  | Diego Ulissi                                 |
| 2015 | Rohan Dennis                                 | Richie Porte                                 | Cadel Evans                                  |
| 2016 | Simon Gerrans                                | Richie Porte                                 | Sergio Henao                                 |
| 2017 | Richie Porte                                 | Esteban Chaves                               | Jay McCarthy                                 |
| 2018 | Daryl Impey                                  | Richie Porte                                 | Tom-Jelte Slagter                            |
| 2019 | Daryl Impey                                  | Richie Porte                                 | Wout Poels                                   |
| 2020 | Richie Porte                                 | Diego Ulissi                                 | Simon Geschke                                |
| 2021 | annullata a causa della pandemia di COVID-19 | annullata a causa della pandemia di COVID-19 | annullata a causa della pandemia di COVID-19 |
| 2022 | annullata a causa della pandemia di COVID-19 | annullata a causa della pandemia di COVID-19 | annullata a causa della pandemia di COVID-19 |
| 2023 | Jay Vine                                     | Simon Yates                                  | Pello Bilbao                                 |
| 2024 | Stephen Williams                             | Jhonatan Narváez                             | Isaac Del Toro                               |
| 2025 | Jhonatan Narváez                             | Javier Romo                                  | Finn Fisher-Black                            |

## Statistiche

### Vittorie per nazione
Aggiornato al 2025.
| Pos. | Nazione       | Vittorie |
| ---- | ------------- | -------- |
| 1    | Australia     | 14       |
| 2    | Spagna        | 2        |
| 2    | Germania      | 2        |
| 2    | Sudafrica     | 2        |
| 5    | Francia       | 1        |
| 5    | Svizzera      | 1        |
| 5    | Paesi Bassi   | 1        |
| 5    | Gran Bretagna | 1        |
| 5    | Ecuador       | 1        |